# Норвежская военно-морская академия
Норвежская военно-морская академия (норв. Sjøkrigsskolen) — военно-морское высшее учебное заведение по подготовке офицеров для ВМС Норвегии.

## Общие сведения
Норвежская военно-морская академия находится в районе Лаксевог (Laksevåg) в норвежском порту Берген. Была открыта в местечке Ставерн 27 октября 1817 года. Обучение в академии продолжается три года. За это время кадеты изучают оперативное и тактическое ведение боевых действий, материально-техническую часть флота, навигацию, механику и электронику, экономику и командно-управленческие дисциплины, и др. После окончания этого военно-морского училища кадеты получают как войсковое офицерское звание, так и звание бакалавра.

## История
В 1701 году в Копенгагене была основана Королевская морская академия (Søcadet-Academiet), выпускавшая морских офицеров для датско-норвежского военного флота. 27 октября 1817 года на основе этой академии в Ставерне (Фредериксверне) открывается Королевский норвежский морской институт. В 1864 году была основана его учебная база в Хортене. После оккупации Норвегии немецкими войсками в 1940 году академия была переведена в Великобританию, в Лондон (в 1941) и в Эдинбург. После окончания Второй мировой войны находилась в Осло. В 1960 году переведена в Берген.

## Известные выпускники
Солвейг Крей — первая в мире женщина-командир подводной лодки

## Официальный сайт
- Norwegian Naval Academy homepage (на английском и норвежском языках)